# Peter Abrahamsson
Peter Anders Abrahamsson (Stenungsund, 18 luglio 1988) è un calciatore svedese, portiere dell'Häcken.

## Carriera

### Club
A partire dal 2007 è entrato a far parte della prima squadra dell'Örgryte, club di Göteborg in cui aveva militato a livello giovanile nei due anni precedenti. Ha debuttato in Superettan il 27 ottobre 2007 nell'ultima giornata di campionato (Örgryte-Bunkeflo 2-4), ma inizialmente era considerato una riserva alle spalle del primo portiere Dick Last. Un infortunio occorso a quest'ultimo gli ha permesso di giocare titolare nella restante metà della stagione 2008 (ad eccezione dell'ultima giornata quando Last è tornato tra i pali). Al termine di quell'annata l'Örgryte ha vinto il campionato e conquistato il ritorno nella massima serie, nell'Allsvenskan 2009 Abrahamsson è sempre stato riserva senza mai scendere in campo, mentre la sua squadra retrocedeva. Dal 2010 al 2013 è tornato ad essere il portiere titolare, con l'Örgryte che oscillava fra seconda e terza serie.
Il campionato di Superettan 2013 si è concluso con una nuova retrocessione dei rossoblu in terza serie, così dopo sette stagioni ha firmato con l'Häcken, altra squadra della città di Göteborg. Anche in questo caso ha inizialmente ricoperto il ruolo di secondo portiere, ma nel corso dell'Allsvenskan 2015 si è ritagliato stabilmente un ruolo da titolare che fin lì era appartenuto a Christoffer Källqvist. Il 5 maggio 2016, nella finale della Coppa di Svezia 2015-2016 disputata in casa del Malmö FF e decisa ai rigori, è stato determinante parando due tiri dal dischetto. Il 30 maggio 2019 ha vinto la seconda Coppa di Svezia della storia dell'Häcken e anche della sua carriera personale, mantenendo la porta inviolata nella finale vinta 3-0 sull'AFC Eskilstuna.
Il 1º agosto 2020, nel primo tempo della trasferta contro il Djurgården valevole per la 12ª giornata dell'Allsvenskan 2020, Abrahamsson si è rotto il legamento crociato, infortunio che di fatto ha chiuso anzitempo la sua stagione. È rientrato in campo nel luglio 2021, alla nona giornata del campionato di quell'anno.
Nel corso dell'Allsvenskan 2022 ha contribuito alla conquista del primo, storico titolo di campione di Svezia da parte della formazione giallonera, collezionando 27 presenze su 30 giornate.
Nell'edizione 2023 ha giocato tutte e 30 le partite in calendario, mentre l'anno seguente ha iniziato come riserva di Andreas Linde salvo poi riconquistare il posto nella seconda parte di stagione. Prima dell'inizio dell'Allsvenskan 2025, nel mese di febbraio, il club ha reso noto che Abrahamsson era alle prese con un'ernia del disco, che lo avrebbe tenuto lontano dai campi per un certo periodo.

### Nazionale
Ha giocato nelle nazionali giovanili svedesi Under-19 ed Under-21.
L'8 gennaio 2017 ha esordito con la nazionale maggiore svedese in un'amichevole disputata contro la Costa d'Avorio negli Emirati Arabi Uniti, in cui la Svezia ha schierato una formazione sperimentale composta da giocatori attivi nei campionati nordici.

## Palmarès

### Club

#### Competizioni nazionali
- Campionato svedese: 1

Häcken: 2022
- Coppa di Svezia: 4

Häcken: 2015-2016, 2018-2019, 2022-2023, 2024-2025
- Superettan: 1

Örgryte: 2008
- Division 1: 1

Örgryte: 2012